# Winthrop (Arkansas)
Winthrop es una ciudad ubicada en el condado de Little River en el estado estadounidense de Arkansas. En el Censo de 2010 tenía una población de 192 habitantes y una densidad poblacional de 68,96 personas por km².

## Geografía
Winthrop se encuentra ubicada en las coordenadas 33°49′51″N 94°21′15″O / 33.83083, -94.35417. Según la Oficina del Censo de los Estados Unidos, Winthrop tiene una superficie total de 2.78 km², de la cual 2.78 km² corresponden a tierra firme y (0%) 0 km² es agua.

## Demografía
Según el censo de 2010, había 192 personas residiendo en Winthrop. La densidad de población era de 68,96 hab./km². De los 192 habitantes, Winthrop estaba compuesto por el 91.67% blancos, el 2.08% eran afroamericanos, el 1.56% eran amerindios, el 0% eran asiáticos, el 0.52% eran isleños del Pacífico, el 0% eran de otras razas y el 4.17% pertenecían a dos o más razas. Del total de la población el 1.56% eran hispanos o latinos de cualquier raza.